# Вальдорфская педагогика

Урок в классе вальдорфской школы «Ступени», Одесса, Украина

Вальдо́рфское образова́ние («штайнеровская» или «вальдорфско-штайнеровская педагогика») — альтернативная педагогическая система, основанная на выделившемся из теософии религиозно-мистическом учении Рудольфа Штайнера — антропософии.
Вальдорфские школы являются общеобразовательными. В младших классах отсутствуют оценки и преподавание ведётся преимущественно без учебников.
Вальдорфская методика также используется как в «вальдорфски ориентированных» школах, в том числе финансируемых государством, так и в среде домашнего обучения. Она была также принята учителями некоторых других государственных и частных школ.

## Антропософское представление о человеке как основа вальдорфской педагогики
Согласно программному документу Европейского совета вальдорфского образования, формообразующим принципом вальдорфской педагогики является антропософия. На практике методическая мозаика состоит из тезисов Штайнера, проверенных вальдорфских традиций и множества других методов и техник обычных школ, а также экспериментальных концепций преподавания.
Штайнер стремится подчинить педагогику не конъюнктурным требованиям «позднеиндустриального демократического общества достижений», а потребностям развития ребёнка. Эти потребности рассматриваются им в свете его антропософских гипотез о триединстве человека, его четырёх сущностях и учения о темпераментах.

### Триединство человека
В человеке соединяются Дух (Душа), Разум и Тело, которым соответствуют мысль (интеллектуальные и познавательные способности), чувство (эмоциональная сфера, художественные и творческие способности) и воля («производственные и практические» способности). Поэтому задачей педагогики является не только развитие интеллектуальных способностей, но и эмоциональное взросление и становление воли.

### Четыре сущности человека
Штайнер описывает, помимо физического тела, ещё три сущности человека, которые не подлежат непосредственному восприятию (их наличие обнаруживается по действиям, которые они производят). По его представлению, в человеке взаимодействуют:
- физическое тело;
- эфирное тело, отвечающее за рост и жизненные силы;
- астральное тело, отвечающее за проявление психических переживаний:

душа ощущающая, благодаря которой у человека возникают чувства, отличные от физических;
душа рассудочная, благодаря которой человек может логически мыслить;
душа сознательная, благодаря которой может осознавать и контролировать свои поведения и поступки;
- Я — бессмертная духовная составляющая человека.

Эти сущности «рождаются» в указанной последовательности с семилетними промежутками. Школьный период примерно совпадает с рождениями двух сущностей:
- Эфирное тело рождается одновременно с выпадением у ребёнка молочных зубов, то есть примерно в 7 лет. Если до этого ребёнок учился благодаря «подражанию и примеру»[21], то теперь в основу обучения ложатся «следование и авторитет»[21], развиваются душевные силы обучения, образная фантазия и память.
- Астральное тело рождается в начале пубертата, то есть примерно в 14 лет (начало третьей семилетки). Начинается интенсивное эмоционально взросление, развитие интеллектуальных способностей: абстрактного мышления, «силы суждения» и «свободной мысли»[22].

Воспитание понимается Штайнером как «содействие развитию», и в этом смысле в 21 год с рождением «Я» начинается саморазвитие.

### Темпераменты
Штайнер развивает учение о темпераментах в русле антропософии, соотнося ту или иную сущность с определённым темпераментом (преобладание той или иной сущности означает преобладание соответствующего темперамента):
1. Физическое тело — меланхолик;
2. Эфирное тело — флегматик;
3. Астральное тело — сангвиник;
4. Я — холерик.

Каждый человек обладает уникальным смешением темпераментов, что обуславливает его индивидуальность.
Применение этой концепции продуктивно в течение первых трёх лет обучения (например, следует обеспечивать соседство одинаковых темпераментов, тогда они «пресыщаются собой», выравниваются). Впоследствии ребёнок созревает настолько, что может контролировать проявления своего темперамента, и в преподавании можно уже не учитывать темпераменты.

## История

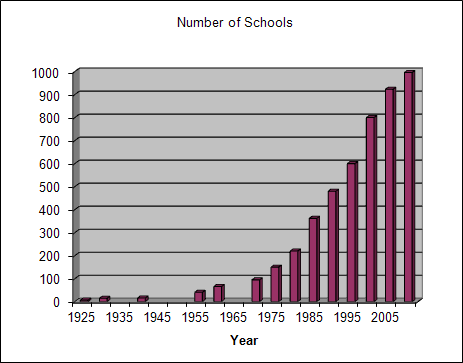
Рост числа вальдорфских школ в мире по 2009 год

Рудольф Штайнер написал свою первую книгу об образовании, «Образование ребёнка», в 1907 году.
Первая школа, основанная на этих принципах, открылась в 1919 году в ответ на просьбу Эмиля Мольта, владельца и управляющего Сигаретной фабрикой Вальдорф-Астория в Штутгарте, Германия, это послужило источником имени «Вальдо́рфская», которое в настоящее время является торговой маркой для использования совместно с учебным методом.
Штутгартская школа росла быстро, открывались параллельные классы, и к 1938 году, вдохновлённые успехами первой вальдорфской школы и её педагогическими принципами, были основаны вальдорфские школы в других городах Германии, а также в США, Великобритании, Швейцарии, Голландии, Норвегии, Украине, Австрии и Венгрии. Нацистский режим ограничил деятельность вальдорфских школ и в итоге закрыл большинство вальдорфских школ в Европе; пострадавшие школы, включая и первую, были снова открыты только после Второй мировой войны.

## Особенности методики
Вальдорфские школы работают по принципу «неопережения» развития ребёнка, но предоставления всех возможностей для его развития в собственном темпе. Приоритетом является не освоение суммы знаний, а выявление сильных сторон ребёнка, практическое воплощение его собственных идей и проектов. Важно, чтобы ребёнок не потерял интерес к учёбе, понял, что ему интересно и чем бы он хотел заниматься в своей жизни.
Учебный материал даётся с учётом соответствия развития ребёнка и развития исторического общества. Например, в третьем классе, когда дети начинают осознавать своё место в мире, они знакомятся с историями из Ветхого Завета. В шестом классе, когда у детей формируется представление о справедливости и государственности, проходят историю Римской империи. В седьмом классе, в период начала полового созревания, проходят средневековье, с его ярко выраженной мужественностью (рыцари) и женственностью (дамы). При этом дети ставят спектакли, участвуют в турнирах, танцуют, ездят в города со средневековыми крепостями.
При оборудовании школ отдается предпочтение натуральным материалам и неготовым игрушкам и пособиям (в первую очередь для развития фантазии детей). Использование гаджетов и компьютеров ограничено, а в младшей школе исключено. Большое внимание уделяется духовному развитию всех участников учебно-воспитательного процесса.
Учебный материал подается блоками (эпохами). День на всех этапах обучения (от яслей до семинарий) разделён на три части: духовный (где преобладает активное мышление), душевный (обучение музыке и эвритмическому танцу), креативно-практический (здесь дети учатся в первую очередь творческим задачам: лепить, рисовать, вырезать из дерева, шить и так далее). Ритм дня может быть подчинён тому предмету, блок которого сейчас в изучении (например, если изучают математический материал, детям предлагают «увидеть» его во время танца или при шитье).

### Основные методы преподавания
Метод «душевной экономии» — основной метод вальдорфской педагогики.
Метод состоит в том, что в процессе обучения у детей развивают ту деятельность, которую ребёнок может освоить на данном этапе развития без внутреннего сопротивления организма. Так, от периода смены зубов до полового созревания обязательно развивают память, работают с образным мышлением ребёнка, апеллируют к чувству, а не к интеллекту. В младшей школе на уроках рукоделия и во время подвижных игр особенно интенсивно развиваются мелкая и общая моторика, индивидуальная и групповая координация, что очень важно для интеллектуального и социального развития. После полового созревания в учебный материал включают понятия, работают с абстрактным мышлением ребёнка.

#### Феноменологический подход
Главный принцип этого подхода «Не информация, а стремление к истине». Детям предлагается не заучивать информацию, а самостоятельно проводить исследования, описывать явления и устанавливать взаимосвязи. Школьники учатся наблюдать какое-либо явление (действие с предметом, эксперимент, простое наблюдение), потом производят описание, зарисовки явления, и, наконец, находят закономерность и, осмысляя её, формулируют закон. Всё это фиксируется в полностью самодельных тетрадях-учебниках, заменяющих типографские учебники.

#### Рациональное развитие памяти
До 12 лет вальдорфская педагогика отвергает метод «наглядного обучения» ввиду того, что формирование понятий естественно для природы ребёнка после 12 лет. Взамен метода «наглядного обучения» предлагается метод «обучения в сопровождении чувств». Процесс запоминания облегчается благодаря включению движения чувств у ребёнка, которые являются опорой для памяти. Современная психология отмечает, что эмоциональная память одна из самых долговременных. Задача педагога — преодолеть безучастное отношение учеников к учебному материалу. В результате активного и живого стиля работы во время урока включается жизнь внутреннего чувства с её радостью и болью, с её приятным и неприятным, напряжением и расслаблением. Можно использовать в обучении то, что захватывает ребёнка, что ему интересно. Например, чувство ритма является насущной потребностью ребёнка до полового созревания.

#### Интерес как средство мобилизации внутренней активности ребёнка на каждом этапе развития
Ребёнку интересно то, что созвучно процессам на данном этапе его внутреннего развития. Так, детям до 9 лет интересно активно играть, много двигаться, подражать и слушать сказки. То есть их интерес ещё находится в области дошкольного периода, они там, где «мир добр». Поэтому обучение детей данного возраста строится на подражании, на подвижной игре и на сказках.
Также младшие школьники ощущают потребность в ритме, в живых образах и в творческой фантазии, которая растёт к 9 годам и наиболее остро ощущается от 9 до 12 лет. Во время рубикона (кризиса развития, происходящего в 9 лет) ребёнок отделяет себя от окружающего мира, ему уже интересны вещи «какие они есть на самом деле». Поэтому в обучение вводятся реалистические предметы: краеведение и зоология в 4-м классе, география, ботаника и история в 5-м классе. Изучение математики подкрепляется практическим применением в столярном деле.

#### Равновесие между «созерцательными» и «активными» предметами как метод сохранения физического и психического здоровья
При избытке умственной деятельности ухудшается здоровье детей. Решением данной проблемы является введение большого количества предметов, на которых дети занимаются активной деятельностью. Это эвритмия (вид искусства, разработанный Р. Штайнером), рукоделие, театр, живопись и т. д. В школьную программу входят походы (в том числе байдарочные и велосипедные). На созерцательных предметах педагог стремится разбудить воображение ребёнка, привести в движение его чувства. Это может быть интересное сообщение во время преподавания, либо захватывающий рассказ в конце урока. Главное — включить интерес как положительную эмоцию. В 2012 году в Германии отмечено, что у вальдорфских учеников значительно реже встречаются соматические расстройства — головные боли и боли в животе, бессонница (у 11 % против 17 % учеников из обычных школ).

#### Ритмический распорядок дня
В течение учебного дня идёт плавный переход от умственной деятельности к физической через деятельность чувств. Существует строго определённый ритм дня. Утренняя зарядка в вальдорфской школе заменяется ритмической частью. Младшие школьники 20 минут активно движутся, ритмически топают и хлопают, читают стихи.
Первый урок — это главный урок, один из главных общеобразовательных предметов (математика, родной язык, география, физика, химия и т. п.) Затем идут уроки, на которых происходит ритмическое повторение. Это иностранный язык, музыка, эвритмия, гимнастика, живопись и др. Практической деятельностью занимаются в послеобеденное время. Это ручной труд, ремесло (гончарное, столярное, переплётное дело и т.д.), садоводство, пчеловодство и другие предметы, требующие физической нагрузки.

#### Преподавание «по эпохам»
Главной особенностью преподавания в вальдорфской школе является изложение учебного материала не предметами, а большими учебными периодами, «эпохами». «Эпоха» длится 3—4 недели. Благодаря такому распределению материала ребёнок имеет возможность полностью вжиться в него. Ему не надо тратить энергию на начало и остановку.

#### Принцип «гармонизации душевной жизни»
В процессе обучения и воспитания педагоги стремятся к равновесию в развитии трёх душевных способностей ребёнка: воли, чувства и мышления. Гармония душевной жизни создаёт благоприятные условия для здоровой телесной жизни. Воля, чувства и мышление проявляются на каждом этапе развития ребёнка в соответствии с возрастными особенностями. Это учитывается в методической работе. Так, в начальной школе в наибольшей степени обращаются преимущественно к воле ребёнка, в средней школе — к чувствам, в старших классах — к мышлению.

#### Принцип «гармонизации социальной среды»
Большое значение для ребёнка имеет создание вокруг него здоровой социальной среды, так как индивидуальность может развиваться свободно, если вокруг ничто её не подавляет.

##### Высокие требования к личности учителя
Чтобы избежать отрицательного влияния на ребёнка, педагог должен заниматься самосовершенствованием, контролировать своё поведение.

##### Индивидуальный подход к ребёнку
Данный подход позволяет наиболее полно раскрыться способностям и не навредить здоровью ребёнка. Например, для того, чтобы уравновесить действие темперамента в ребёнке, ему дают возможность увидеть себя со стороны. Для этого детей с одинаковыми темпераментами часто сажают за одну парту. Безоценочная система обучения, отсутствие соревнования не вызывает у ребёнка, который действительно слабее других, чувства неполноценности. Единственной мерой его достижений является сравнение его собственных успехов сегодня с достижениями вчерашнего дня, что даёт возможность каждому ребёнку испытать состояние успеха и тем самым способствует накоплению антисуицидальных факторов личности и профилактике наркомании. Индивидуальный подход избавляет ребёнка от лишних стрессов, исключает обесценивание личности ребёнка, повышает интерес к учёбе. Классный учитель сопровождает ребёнка с 6 до 14 лет (с 1 по 8 класс), ежедневно проводя основной урок (преподаёт все основные предметы: родной язык, литературу, живопись, математику, физику, зоологию, ботанику, историю, географию и др.), и такое длительное время даёт ему возможность глубоко изучить личность каждого ребёнка.

##### Совместная деятельность в классе
Дружный класс также способствует душевному комфорту ребёнка. Объединение детей в классе происходит на ритмической части, на занятиях эвритмией и ботмеровской гимнастикой. Согласованность движений возможна лишь при условии взаимного внимания друг к другу. Хоровое чтение и пение вырабатывают способность слушать друг друга. Участие в совместных спектаклях учит действовать сообща, уважать друг друга, понимать, что результат их работы зависит от слаженности их действий, служит профилактикой неудачного социального опыта (одной из причин самоубийств). Главным объединяющим фактором является авторитет учителя, который необходим ребёнку в качестве примера для осмысленного подражания и для чувства защиты. Очень важно учителю организовать свою работу таким образом, чтобы ученики становились всё более самостоятельными, чтобы их личная привязанность к учителю перерастала в привязанность к школе. Это помогло бы их безболезненному переходу на старшую ступень.

#### Вальдорфские принципы в инклюзивном образовании
Здоровьесберегающий потенциал вальдорфской педагогики оказался особенно востребован в сфере инклюзивного образования. Последователь Р. Штейнера австрийский врач-психиатр К. Кёнигом (1902—1966) в 1940 году близ Абердина (Шотландия) создал первое кэмпхиллское сообщество.]

### Пособия
Основными педагогическими пособиями являются многочисленные книги и лекции Рудольфа Штайнера по педагогике, в том числе
- Педагогическое значение познания человека и культурное значение педагогики (нем. Der pädagogische Wert der Menschenerkenntnis und der Kulturwert der Pädagogik);
- Искусство воспитания в связи с сущностью человека (нем. Die Kunst des Erziehens aus dem Erfassen der Menschenwesenheit);
- Методика обучения и предпосылки воспитания (нем. Die Methodik des Lehrens und die Lebensbedingungen des Erziehens);
- Общее учение о человеке как основа педагогики (нем. Allgemeine Menschenkunde als Grundlage der Pädagogik);
- Искусство воспитания. Методика и дидактика (нем. Erziehungkunst. Methodisch-Didaktisches);
- Идея и практика вальдорфской школы (нем. Idee und Praxis der Waldorfschule).
- Воспитание ребенка с точки зрения духовной науки

## Критика
Критики вальдорфской педагогики указывают на то, что её школы изначально предназначались для социальной адаптации детей. Создание первого учебного заведения такого рода профинансировал владелец табачной фабрики «Вальдорф-Астория», желавший воспитать квалифицированных рабочих.
В. А. Васильев ставит вальдорфской педагогике в вину то, что она целиком и полностью основывается на работах Р. Штайнера, некоторые высказывания которого носили оккультный характер.
Вальдорфские школы обвиняются представителями Русской православной церкви в идеологических связях с оккультизмом и антихристианской направленности.
Некоторые критики считают неверными или, как минимум, вводящими в заблуждение утверждения, что антропософия не является предметом преподавания в вальдорфских школах . Религиоведами, а также некоторыми критиками централизованное и направляемое Антропософским обществом движение вальдорфских школ рассматривается как часть нового религиозного движения (НРД) антропософии или как подобное НРД движение[значимость?].

## Вальдорфские выпускники
Вопреки распространённому мнению, что вальдорфская педагогика создаёт для ученика «тепличные условия», не обеспечивает последующей социальной адаптации выпускников, что приводит к их маргинализации после окончания школы, практика показывает, что вальдорфские выпускники успешно учатся в вузах, что подтверждается исследованиями, проведёнными в разные годы. Так, в 1981 году в ходе изучения биографий граждан 1946—1947 годов рождения по заказу Министерства образования ФРГ под руководством Бернхарда Фира (Bernhard Vier) три независимых исследователя установили, что среди вальдорфских выпускников 22 % получили высшее образование, что в 3 раза выше уровня выпускников государственных школ, а среди тех, кто посещал вальдорфскую школу с 1 по 13 класс, этот показатель достигает 40 %; при этом отмечается, что эти результаты достигнуты при отсутствии внешнего дисциплинирования, нацеленности на конкретный результат, специализации до 13 класса, конкурентного давления и других негативных для психики факторов. В Швейцарии доля вальдорфских выпускников, получивших высшее образование, достигает 45%, и ещё 37% получают профессиональное образование.
В 2012 году на пресс-конференции эксперт ОЭСР (OECD) в сфере образования и международный координатор исследований PISA Андреас Шляйхер (Andreas Schleicher) представил результаты исследования Дюссельдорфского университета имени Генриха Гейне, которое было направлено на изучение внутришкольной ситуации:
- При не различающихся статистически результатах выпускных экзаменов у вальдорфских учеников выше уровень мотивации (им нравится учиться — 80 % против 67 % в обычных школах), так как обстановка в школе воспринимается как приятная и поддерживающая у 85 % и 60 % соответственно, хорошие отношения с учителем — 65 % и 31 % соответственно. В то же время эксперт предостерегает от некритического восприятия этих данных как утверждающих причинно-следственную связь между используемыми вальдорфскими школами методиками преподавания и психологическим климатом, так как существуют ещё эффекты селекции учеников и их семейного окружения.
- По мнению эксперта, то, что развивает в учениках вальдорфская школа, в большой степени соответствует тому, что требует мир от человека, когда воспроизведение готовых знаний утрачивает значение, важно не законсервировать знания до ближайшего экзамена, а творчески и эффективно применять их в новых областях.

Существует ряд примеров успешных карьер вальдорфских выпускников. Среди них: Нобелевский лауреат Томас Кристиан Зюдхоф, немецкий писатель Михаель Энде, актёр Рутгер Хауэр, актрисы Дженнифер Энистон, Сандра Буллок, генеральный секретарь НАТО Йенс Столтенберг, немецкий автомобильный дизайнер Фердинанд Александр Порше, австралийский актёр, кинорежиссёр и кинопродюсер Джон Полсон, американский экспериментальный дуэт сестер Сьерры и Бьянки Кэседи CocoRosie, швейцарский режиссёр Матьё Сейлер, а также спортсмены и спортсменки. В вальдорфской школе в Осло учится молодая норвежская певица Анджелина Джордан.